# カタラン・アトラス
カタラン・アトラス（カタルーニャ語: Atles català、仏: Atlas catalan）とは、1375年前後に作成されたマッパ・ムンディである。本作は、パルマ所在のマヨルカ地図学派に属すユダヤ人アブラハム・クレスクとその息子ジェフダ・クレスクによって作成されたと伝わる。
中世カタルーニャ語文献の最重要であると同時に、14世紀地図学の最高傑作とされる。シャルル5世の治世である1380年までに王立図書館に収蔵され現在もフランス国立図書館が所蔵している（cote MSS. ESP. 30）。
日本語ではカタロニア図、カタルーニャ図、カタルーニャ地図、カタルーニャ地図帳、カタラン地図などと翻訳される。

## 概要
制作当時には、本作は約64.5cm×50cmの羊皮紙6枚組で、金銀色に彩られていた。
六枚の葉の内、最初の二枚にはカタルーニャ語で宇宙誌や占星術、天文学に関する文言が挿絵付きで並ぶ。内容は、地球の形、欧州・北阿といった地中海盆地の支配者や文物などについてである。また、船員向けに潮の干満や夜間の時刻の見方などの言及もみられる。
残りの四枚は実際の地図になっており、カナンを中心に二枚は東洋、二枚は西洋を描く。地図だけでも1.3m2の大きさがある。うち一枚は、裏も彩色されている。十字架で示されたキリスト教徒の街、ドームで示されたムスリムなど異教徒の街をはじめとして多くの都市を記しており、その都市の帰属を各々旗で表している。また、重要な港市は赤字で、その他の港市は黒字で書かれている。挿絵や説明は紙面の端に集中しており、平置きにして眺めることを想定している。
西洋の地図は同時代の羅針儀海図に近いものの、当時の新事実をも含んでおり、14世紀のマヨルカ商人や地図職人の高度な知識を証明している。また、ここに描かれた羅針図は確認できる限り最古のものである。
特に東洋についての記述には、中世のマッパ・ムンディと当時の紀行文、例えばマルコ・ポーロの所謂『東方見聞録』やマンデヴィルの『東方旅行記』をはじめ、数多くの東洋の宗教についての記述があり、南アジアや東アジアの都市が確認できる。

1959年にバルセロナで出版された地図帳の複製

## 歴史
1370年代、当時アラゴン王ペドロ4世のインファンテであったジュアン1世からフランス王シャルル6世に贈られた。シャルル6世は国王に即位したばかりで、幼子の妻バルのビオランテのいとこにあたり、1381年にジュアン1世はこの地図帳をフランスに持ち帰った。 地図帳は、1380年のフランス国王の図書館の目録に記録され、その後、王室コレクションの一部となった。 アブラハム・クレスク（1325年頃～1387年頃）の作であることは、幼いアラゴン公ジュアンから侍従長ジョアン・ド・ジャネールを通じて送られた手紙によって証明されている。
ジュアン公：親愛なる従兄弟のフランス国王に、この手紙の送り主であるギヨーム・ド・クールシー陛下に、我々の世界の地図をお送りします。そして、パラオ神父が前述のマッパ・ムンディを持っているので、この書簡に同封してお送りする書簡を前述の神父にお渡しし、前述の地図を前述のギヨーム卿にお渡しすること、あるいはお渡ししたことを、了承も領収書も記載することなく、お伝えいただくことを希望し、命じます。そして、前述の地図を作成したユダヤ人クレスクから、もし彼がユダヤ人居住区にいるのであれば、必要なことは何でも前述のウィリアム公に伝え、彼がそれを（フランス）国王に伝えることができるようにすること。そして、万が一そのユダヤ人がそこにいない場合には、2人の優秀な船員を確保し、その船員はできる限り地図から前述のギヨーム陛下にその旨を伝えるように。

## 内容

### 最初の葉

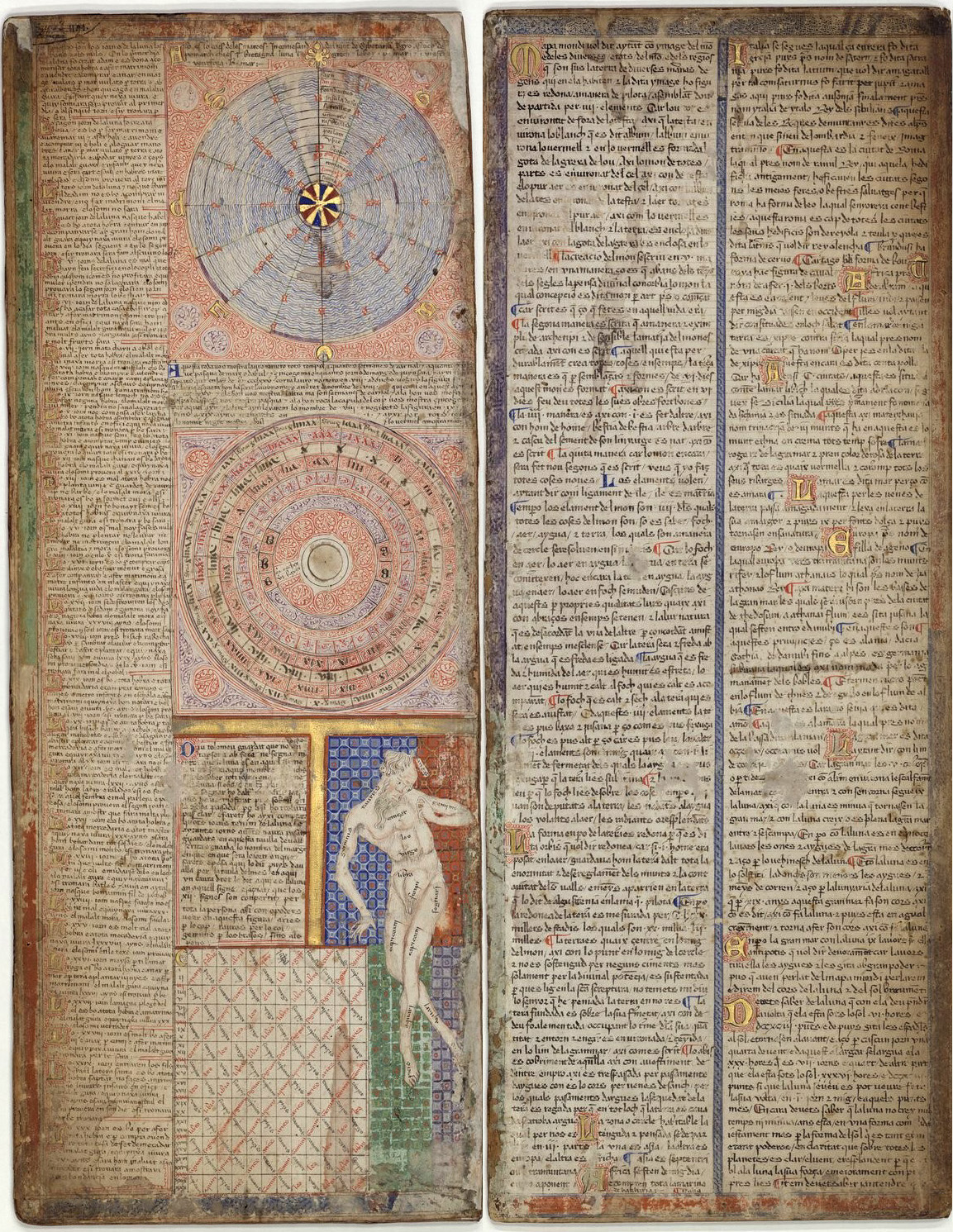
最初の葉。

最初の葉は、オノレ・ドトゥン、セビリャの聖イシドーロ、プトレマイオスなど中世と古代の数人の学者に影響を受けた宇宙誌で構成されている。それは創世記に基づく世界の起源を思い起こさせる文言から始まり、日毎の吉凶が綴られる。その後、地球の球形性を含む当時の天文学的知識の総体と、海上貿易に有用な一連の海洋学的情報を記述している。最後にテキストには、潮汐表、移動祝祭日の決定図、星象人、そして月の表が付随している。

#### 潮汐を決定するための図
最初の円い図は、サン島からセーヌ川河口までの英仏海峡の潮汐を計算するためのものである。これは今日知られている最古の潮汐図の一つである。
この図式は風配図のように構成されており、各風はカタルーニャ語の頭文字で示されている。これは第三葉の風配図がイタリア語で完全に表示されているのとは対照的である。この円盤は14の同心円からなる一連の環に分割され、それらはさらに16の部分に分けられている。このように分割された文字盤は、24時間50分の月相を表すことができる。文字PとBはそれぞれ満潮と干潮を示している（カタルーニャ語で"Plenamar"は上げ潮を、"Baixamar"は下げ潮を意味する）。

#### 移動祝祭日の決定図

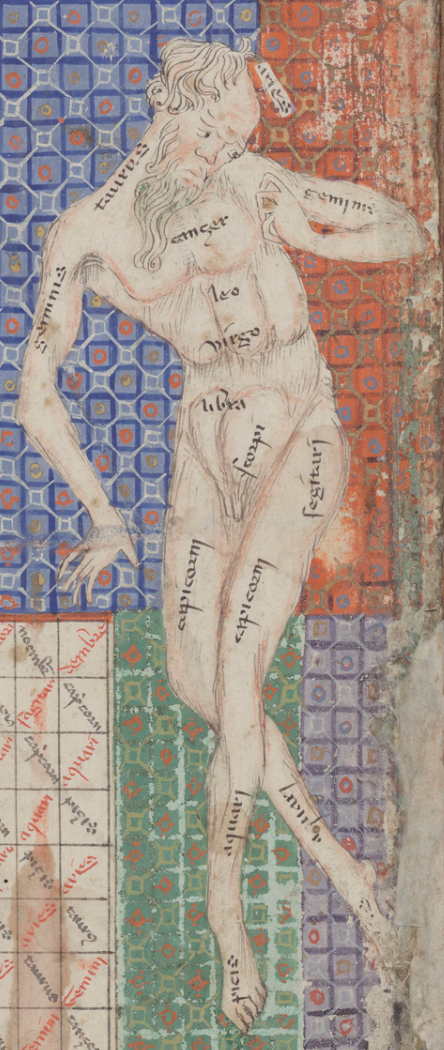
星象人。ギリシャの占星術に由来し、身体の部位と黄道帯を結びつきを表すと信じられていた。

2番目の図式は、黄金数をもとに復活祭、聖霊降臨祭、そして公現祭から灰の水曜日までの期間を算出する方法を示している。これは伝統的に謝肉祭の週の日付を特定するために用いられた。この図表は9つの同心円から構成され、それぞれが不均等な部分に分割されている。現在では失われてしまった指標を使用してこの図表を読み解いていたようだ。

### 星象人と表
最後の図式的な一連の図にある裸の男の身体の部位は、それぞれが黄道帯に対応している。これはプトレマイオスの『アルマゲスト』に記述されているとおりで、作者が明確にこれを参照していたことがわかる。この図には凡例と、月の満ち欠けと黄道十二宮を関連付ける太陰暦の表が付されている。各星座は伝統的に体の特定部位と結びつけられており（例えば牡牛座は首、獅子座は心臓など）、これらの資料は占星術的な条件を考慮しながら、体の様々な部位への瀉血のタイミングを調整するために用いられていた。

### 2枚目の葉

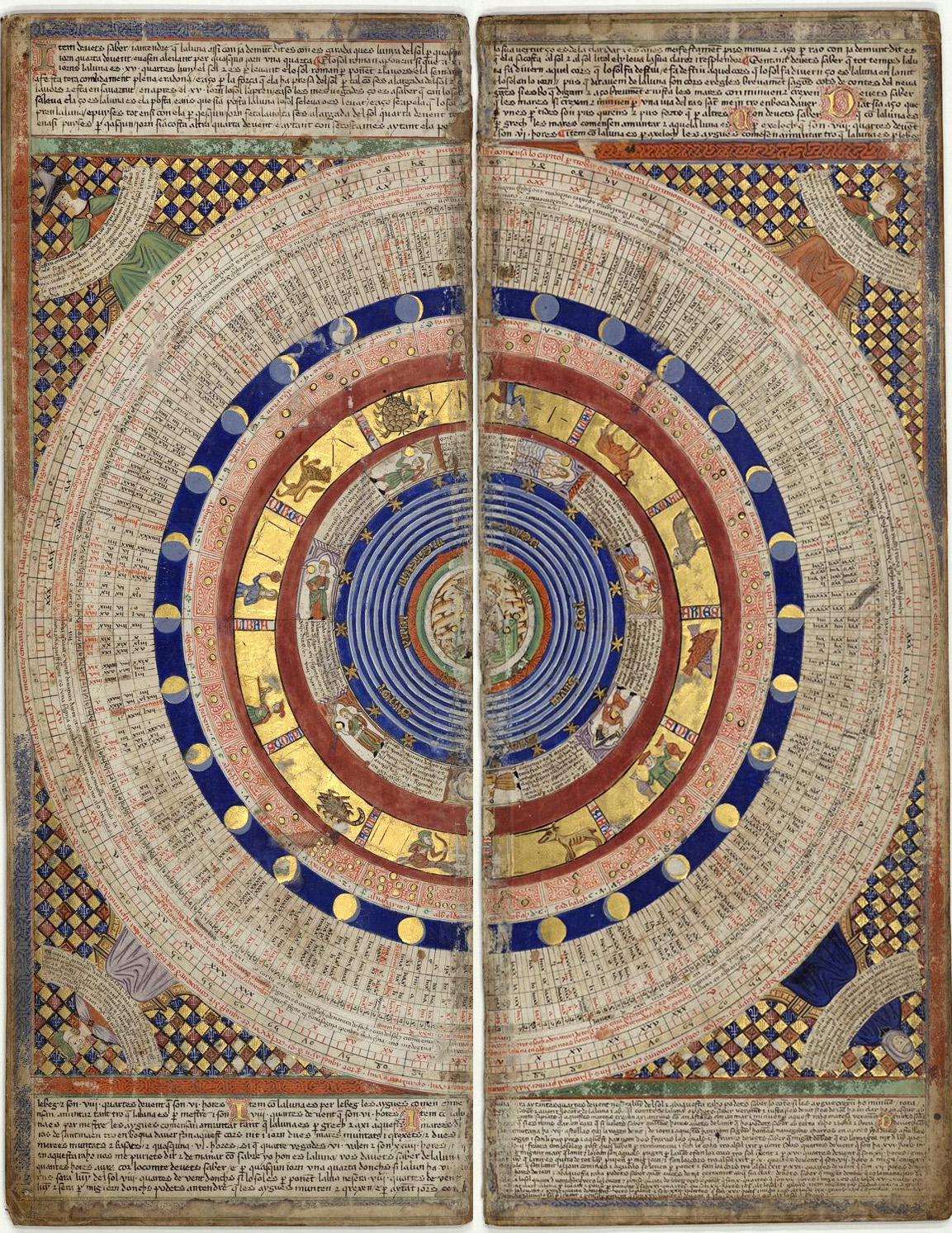
第三葉

第2葉は主に円形の世界暦に充てられており、第1葉の補足となっている。これはプトレマイオスやアリストテレスの哲学を引き継ぐ、中世の天動説を端的に示している。実際、この暦の中心には地球が配され、それ自体が「地」の元素を表している。続く最初の同心円は順に、白色の「水」、緑色の「空気」、赤色の「火」の元素を表現しており、続く7つの青みがかった輪は、プトレマイオスによる7惑星、すなわち月、水星、金星、太陽、火星、木星、土星の軌道を示している。惑星の名前は各軌道上に金文字で記されている。これらは総じて宇宙を形成しており、4元素には属さず、ギリシア人の言うエーテル（クィンタ・エッセンチア）をなす。この一連の輪は、メトン周期の19太陽年を表す19個の星からなる円で締めくくられる。
続く一連の輪には、天体の性質を説明とともに、星々の寓意が記されている。例えば太陽は「極めて高貴な惑星」であり、「火の性質を持ち、熱く乾いている」と。その次の輪は12星座を表し、最後の図像的な輪は月の周期全体を示している。
暦が本当に始まるのは、輪の外側、葉の端には、四季を擬人化した4人の女性が描かれている。それぞれの女性は、季節の特徴、一日の平均的な時間、それぞれの季節に関連するさまざまな干支を示す凡例を持っている。上部の文章は、前ページの文章の続きである。月の位置と周期の計算方法、日の出と日の入りの時刻を決定するための算法が示されている。

### 3枚目の葉

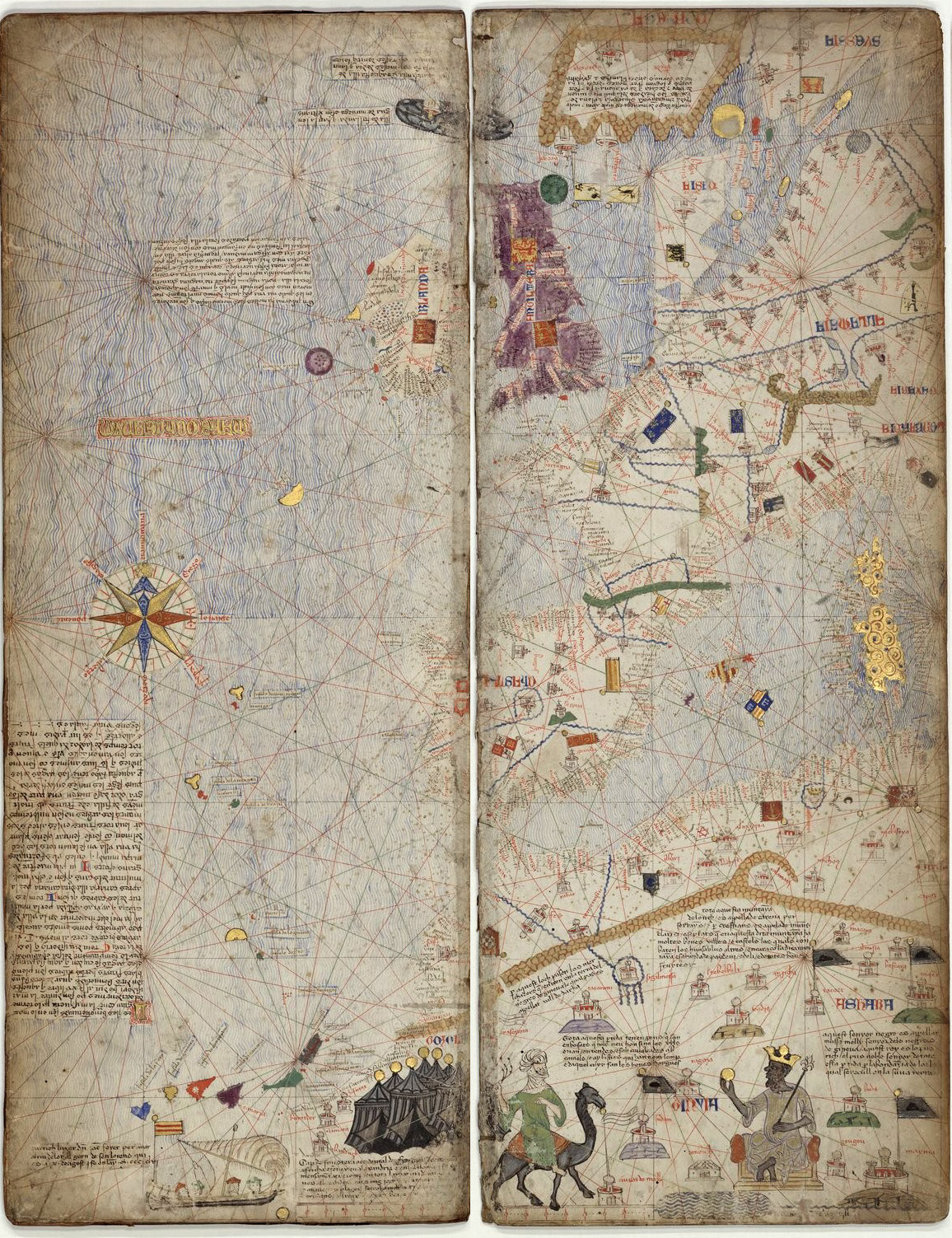

三枚目の葉は、本格的な世界地図の第一部である。描写範囲としては、ヨーロッパとサブサハラ北端ないしは大西洋が対象である。左端の羅針図は、世界地図史上で最初の羅針図と言われている。最初の図に見られる風配図とは異なり、ここでは風の名称がカタルーニャ語の頭文字ではなく、すべてイタリア語で記されている。

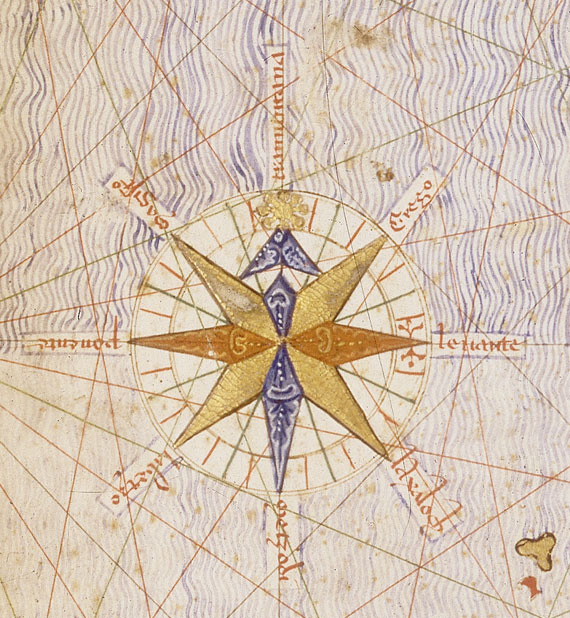
地図に描かれた羅針図

この図は、西ヨーロッパ沿岸部と北アフリカの海岸線を精密に描写しており、マヨルカの地図職人たちが実際に関わり、よく知っていた地域であるとわかる。とりわけ注目すべきは、サブサハラについての詳細かつ歴史的な記述である。当時、西洋の地図職人たちはサハラを生命の存在が乏しい広大な未開の地として描く傾向があった。しかし、アブラハム・クレスクはこの地域が人間の営みによって大きく形づくられていることを強調している。さらに彼は、サハラを横断する交易とその主要な担い手についても深い理解を示していた。

#### ジャウメ・フェレールの探検

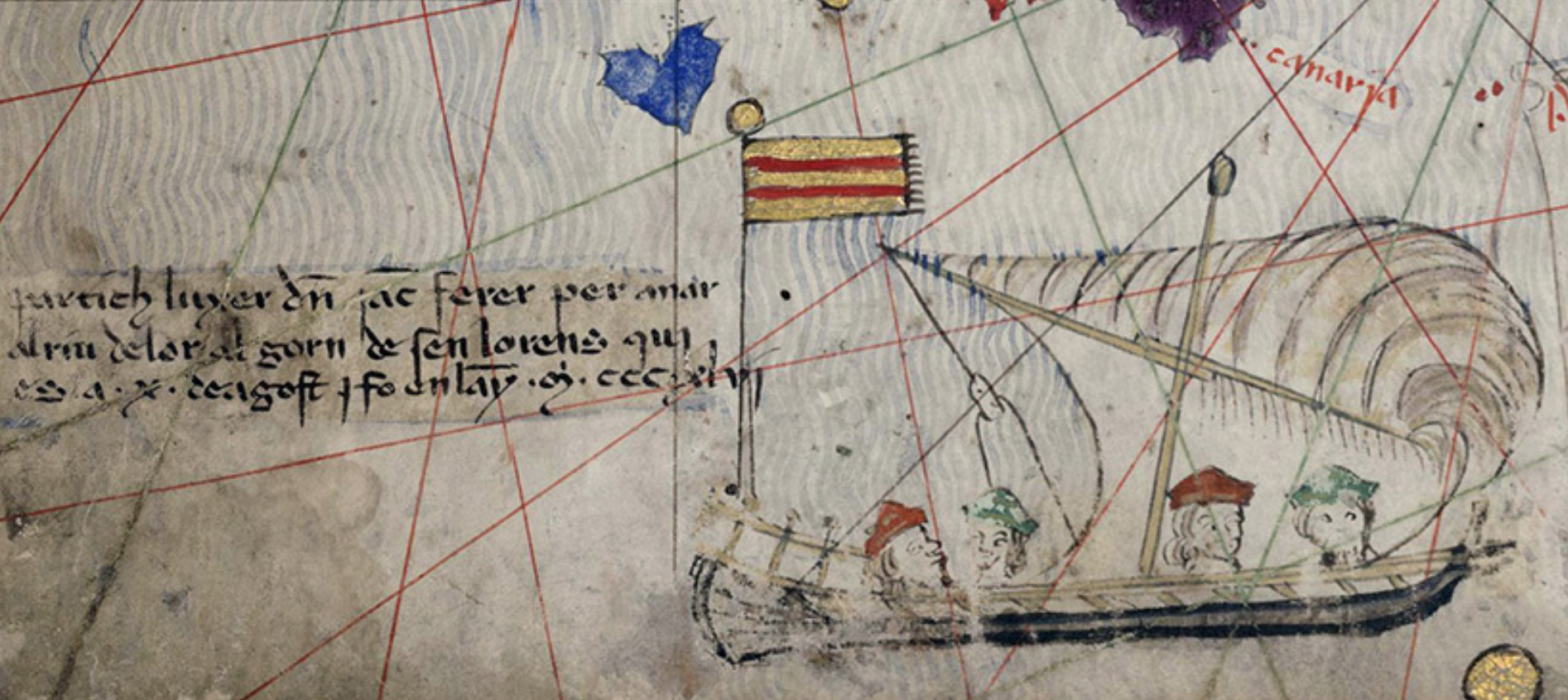
ジャウメ・フェレール

地図の南西端カナリア諸島の南方には、マヨルカがアフリカ西岸に関心を寄せていたことを示す証として、ジャウメ・フェレールの探検が描かれている。作者は、彼が伝説の「黄金の川（仏: riu d'Or）」を求めて、1346年8月10日に出発したとある。これは、フェレールの探検に言及した最初の記録であるが、その他文献においても冒険の成否は明らかにされていない。
船の北側にはカナリア諸島が、多色を用いて精緻に描かれている。世界地図の最西端に位置するこれらの島々は、古代ギリシアにおいて楽園の象徴とされた至福者の島を寓している。それに対し、極東の地域には悪魔的な象形が重ねられている。

#### サハンジャ商人

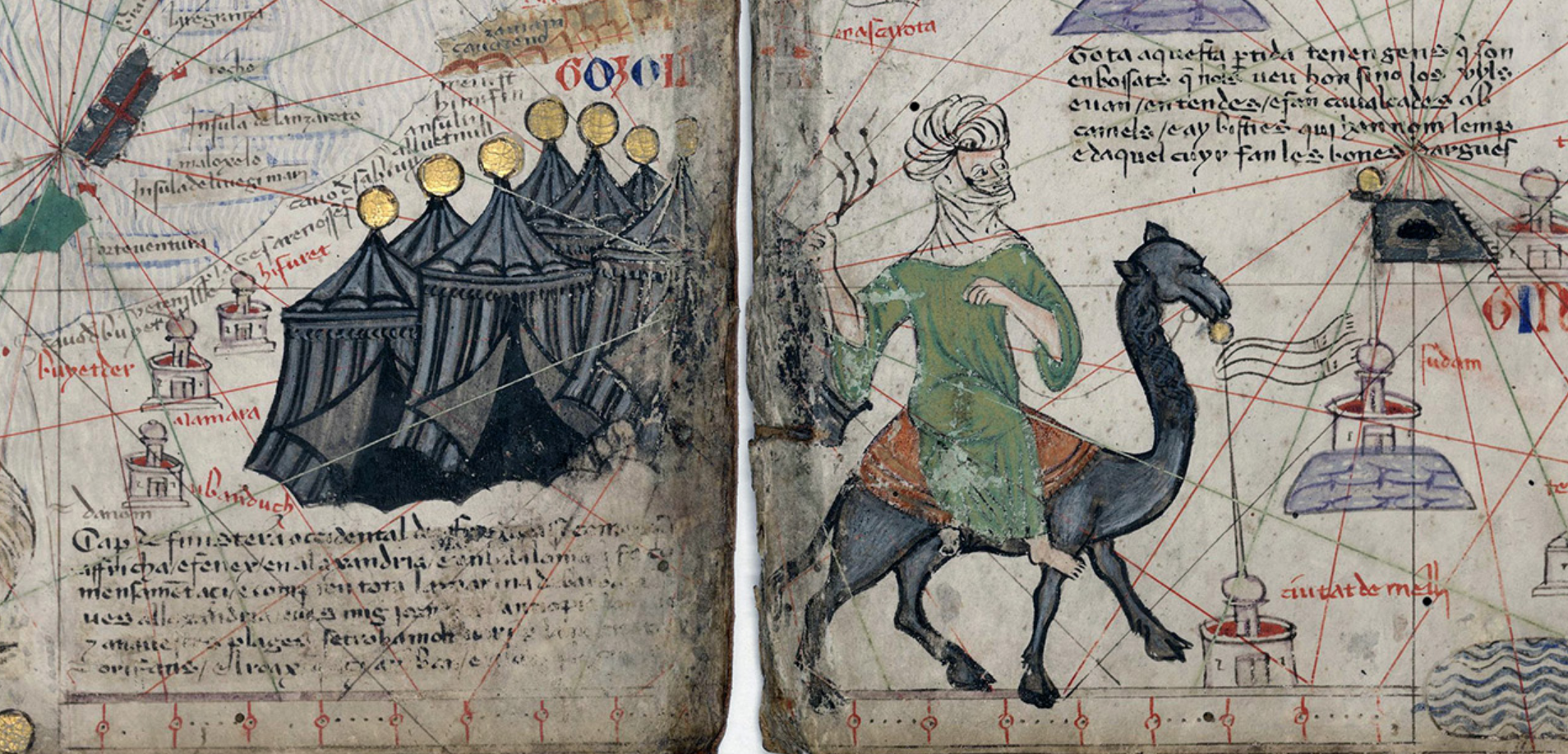
サハンジャ・ベルベル人とそのキャラバンの一員。

ベールをまといラクダに乗る人物は、ベルベル人のサハンジャ族の一員を表している。添えられた説明によると、このベルベル人の連合体が、当時の「ギニア」…すなわちサハラ以南西部と地中海地域を結ぶサハラ交易を担っていたらしい。人物の近くに描かれた黒いテントは、彼らの遊牧民としての生活様式を示している。これらの部族は、イベリアにおけるレコンキスタという出来事の前に、西欧においてその存在感を増していく。というのも、彼らの手による武器が半島におけるムスリムたちによって、キリスト教徒との戦いで使用されていたためである。説明文には、特に「良質なタージュ（盾）」の製作に用いられる革についても言及がある。

#### マンサ・ムーサ

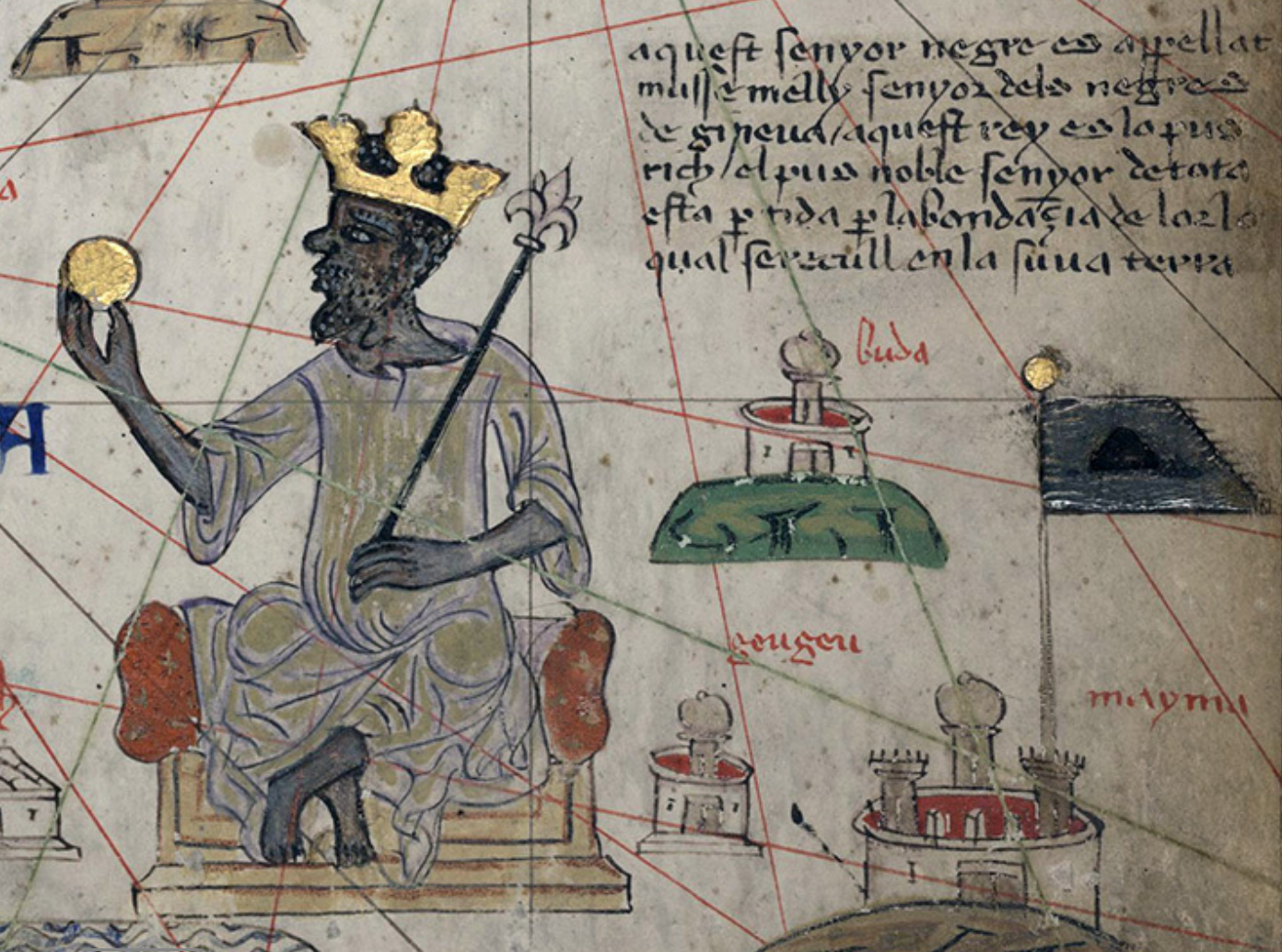
金塊を手にするマンサ・ムーサ。

図右下には黄金の地球儀を手にしたマリ帝国の君主マンサ・ムーサが描かれている。彼は王冠と百合の杖という欧州風の王権の象徴を身にまとっている。キャプションには次のようにある。
この黒人の領主はマンサ・ムーサと呼ばれ、ギニアの黒人の領主である。 この王はこの地方で最も裕福で高貴な領主である。
ここでいう「ギニア」とは、広義には西アフリカかつサブサハラの地域を指す。この地域は、よく彼が描かれた。それは、当時のヨーロッパ人の目にマンサ・ムーサが文化的・象徴的影響力を体現していたことを物語っている。この時代から、鉱山に眠る膨大な金によってもたらされた王の富は、彼の死後も長くヨーロッパ人に感銘を与えた。

## 参照

### 註釈
1. ↑  原文には"Calendrier universel"とあり、普通に考えて「世界暦」のことだろうが、この暦の登場は19世紀末なので指しているものが違う。

### その他
- Abraham Cresques
- Jehuda Cresques
- École majorquine de cartographie
- Cartographie
- Mappemondes anciennes
- Histoire de la cartographie